# 5171 Augustesen
Augustesen (asteroide 5171) é um asteroide da cintura principal, a 2,1048937 UA. Possui uma excentricidade de 0,131846 e um período orbital de 1 378,92 dias (3,78 anos).
Augustesen tem uma velocidade orbital média de 19,12828561 km/s e uma inclinação de 7,09418º.
Este asteroide foi descoberto em 8 de Setembro de 1988 por Poul Jensen.
O seu nome é uma homenagem ao astrônomo dinamarquês Karl Augustesen.